# Roger Neilson Memorial Award
Roger Neilson Memorial Award je hokejová trofej, která je každoročně udélována nejlepšímu hráči v lize Ontario Hockey League, který současně studuje vysokou školu nebo univerzitu. Trofej je pojmenována po Rogeru Neilsonovi, bývalém trenérovi a učiteli.

## Vítězové Roger Neilson Memorial Award
- 2021–22: Adam Varga, Ottawa 67's
- 2020–21: Adam Varga, Ottawa 67's
- 2019–20: Jacob Golden, Erie Otters
- 2018–19: Alexander Chmelevski, Ottawa 67's
- 2017–18: Stephen Gibson, Mississauga Steelheads
- 2016–17: Stephen Gibson, Mississauga Steelheads
- 2015–16: Damian Bourne, Mississauga Steelheads
- 2014–15: Justin Nichols, Guelph Storm
- 2013–14: Patrick Watling, Sault Ste. Marie Greyhounds
- 2012–13: Daniel Altshuller, Oshawa Generals
- 2011–12: Kyle Pereira, Guelph Storm
- 2010–11: Derek Lanoue, Windsor Spitfires
- 2009–10: Derek Lanoue, Windsor Spitfires
- 2008–09: Tim Priamo, Guelph Storm
- 2007–08: Scott Aarssen, London Knights
- 2006–07: Derrick Bagshaw, Erie Otters
- 2005–06: Danny Battochio, Ottawa 67's
- 2004–05: Danny Battochio, Ottawa 67's